# Terapia Gestalt
Este artículo se refiere a la terapia humanista. Para información sobre la corriente de la psicología, véase psicología de la Gestalt, en el caso del enfoque educativo, véase Pedagogía gestalt.

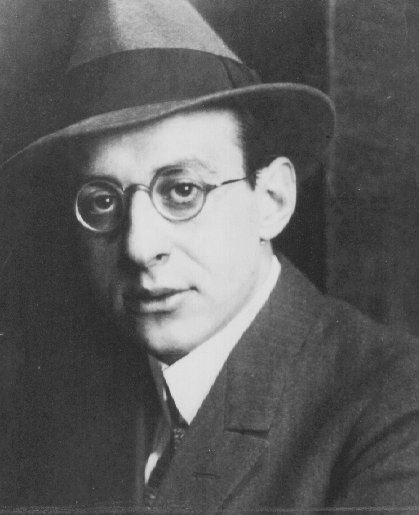
Fritz Perls, médico neuropsiquiatra y psicoanalista.

La terapia Gestalt (también, psicoterapia Gestalt y psicoterapia gestáltica) es una psicoterapia que tiene como objetivo permitir al paciente llegar a ser más completo y creativamente vivo y liberarse de los bloqueos y asuntos inconclusos que disminuyen la percatación del momento presente, la satisfacción óptima, la autorrealización y el crecimiento.
La Asociación Psicológica Estadounidense (APA) se refiere a la terapia Gestalt como uno de los tres tipos de terapia humanista especialmente relevantes, y señala que se basa en el «holismo organísmico», la importancia de ser consciente del aquí y ahora y que cada uno acepte la responsabilidad de sus propios actos.

## Características generales
Es una psicoterapia que enfatiza la responsabilidad personal y se enfoca en la experiencia del individuo en el momento presente, la relación terapeuta-paciente, los contextos ambientales y sociales de la vida de una persona, y los ajustes autorreguladores que las personas hacen como resultado de su situación general. Fue desarrollada por Fritz Perls, Laura Perls y Paul Goodman en las décadas de 1940 y 1950, y descrita por primera vez en el libro de 1951 Gestalt Therapy.
Sostiene que el individuo es un organismo total en su relación con su ambiente, y por lo tanto no puede dividírselo o analizárselo sin caer en una reducción que distorsiona la realidad humana. Además, postula que el exceso de pensamientos e intelectualización aleja al ser humano de la experiencia presente y de la toma de consciencia de su realidad “aquí y ahora”.
Promueve la aceptación del paciente tal como es, en vez de intentar cambiarlo. Para la filosofía de la terapia Gestalt, la aceptación de sí mismo es central en la salud psicológica. Cuando una persona no se acepta y desea cambiar, o un terapeuta trata de cambiarlo, esto trae problemas, porque los deseos de ser algo distinto de sí mismo con frecuencia provienen de fantasías e intelectualizaciones alejadas de la experiencia inmediata, son deseos artificiales.
La aceptación y la percatación de la experiencia presente inmediata, evitando el “debeísmo” (el rumiar y pensar permanentemente sobre lo que uno “debería ser”, “debería hacer”, etc.) y el exceso de pensamiento verbal no permiten al ser expresarse y alcanzar su potencial, es decir, autoactualizarse.
El cambio viene paradójicamente de la aceptación de quien uno es. La terapia Gestalt también promueve la responsabilidad del individuo por sus propias acciones y su vida. Es decir que se evita el paternalismo del terapeuta y la dependencia del paciente y se facilita la toma de responsabilidad, el que el paciente se haga cargo de su vida. El organismo no es un ser pasivo sometido a estímulos del ambiente que le condicionan. Si bien está parcialmente determinado por el ambiente y por la genética, el individuo puede escoger cómo responder a tales determinaciones, es activo y escoge el curso de su acción vital. De acuerdo al conocido terapeuta Gestalt Claudio Naranjo:

La actitud básica de apreciación de la actualidad, el estar consciente y la responsabilidad, se manifiesta en un número de actitudes más específicas que los terapeutas gestálticos aprenden en su entrenamiento y comunican en su trabajo sin predicar. Estas actitudes más específicas se pueden considerar como corolarios de la actualidad, el estar consciente y la responsabilidad.

En la terapia gestáltica existe una actitud de respeto por la enfermedad de la persona más que un intento de efectuar cambios… Por otro lado, a partir de toda forma de psicoterapia sabemos que de hecho, si no en teoría, la aceptación (en la forma de autoaceptación a veces facilitada por un genuino apoyo externo) lleva al crecimiento más bien que al estancamiento.

Otra idea fundamental de la Terapia Gestalt es la de “contacto”. Esto quiere decir que no recibimos pasivamente una realidad objetiva a la que nos ajustamos, sino que la percepción es un proceso activo que organiza las situaciones de manera holista, y basamos nuestras conductas y acciones en esta interpretación de realidades globales.
“Contacto” también designa el encuentro entre una persona y otra, o el encuentro de una persona con un ambiente. El contacto es dinámico y creativo, no es automático, es un permanecer en interacción constante con nosotros mismos y con el mundo mediante la atención y la percatación consciente de cada situación.
Los seres humanos entendemos siempre situaciones totales y tomamos decisiones basándonos en esas percepciones y en nuestras necesidades subjetivas. Cada persona hace esto de manera única dependiendo de su cultura, valores, capacidades creativas, historia y situaciones. Una excesiva repetición de patrones estereotipados resulta en rigidez y falta de espontaneidad en la formación de patrones totales en la experiencia de vida. Por otra parte, un exceso de espontaneidad (muy poco contexto y esquematización) puede llevar a experiencias y conductas caóticas. La creatividad está entre estos dos polos extremos, unifica la conservación y la espontaneidad.
Fritz Perls sostuvo que:

Ningún organismo es autosuficiente. Requiere del mundo para la satisfacción de sus necesidades. Considerar a un organismo por sí mismo equivale a verlo como una unidad artificialmente aislada, mientras que siempre hay una interdependencia del organismo y su medio ambiente.

El organismo (ser humano) total no está determinado solo por el ambiente ni de manera externa sino también de modo intrínseco e interno por sus necesidades y su tendencia hacia la autoactualización. Crea significado de forma espontánea en su vivencia y acción corporeizada. No puede analizárselo dividiéndoselo en estímulos y respuestas atómicas sin distorsionar su naturaleza. La experiencia inmediata es holista y global.
La prioridad la tiene la experiencia del paciente y no la “autoridad” del terapeuta. El terapeuta solo facilita un encuentro en el que el cliente es quien crea y descubre el significado de sus situaciones vitales. Es decir que el terapeuta no tiene ni impone todas “las respuestas correctas”. 
Los abordajes verbales y analíticos de la experiencia humana no son del todo adecuados y dejan lo esencial de la experiencia fuera de su imagen.
La terapia gestalt utiliza el método fenomenológico, que fue desarrollado en la filosofía, pero en el contexto de la psicoterapia. Lo utiliza para que el paciente tome consciencia de la totalidad de sí mismo como organismo. Como señala el terapeuta gestáltico Phillip Brownell:

El terapeuta gestáltico no se preocupa sólo por una mente que piensa, disociada de la experiencia fenoménica de la persona en su totalidad, sino también por un cuerpo que siente y un espíritu que duele.

El cambio psicoterapéutico surge del percatarse de la experiencia directa y pre-reflexiva, es contextual, idiográfico y paradójico, y emerge de manera espontánea del contacto y la aceptación.
La terapia Gestalt también puede definirse como una forma de psicoterapia existencial/experiencial que enfatiza la responsabilidad personal y se enfoca en la experiencia del individuo en el momento presente. Se le considera parte de la psicología humanista (o Tercera Fuerza) dentro de la psicología, que se caracteriza porque no se centra exclusivamente en descubrir y tratar psicopatologías, sino también y sobre todo en desarrollar el potencial humano total. Sin embargo, otros autores prefieren referirse a ella como una psicología existencial, más que como una psicología humanista, pues el concepto de autorrealización de la psicoterapia gestáltica implica la necesidad de una interacción entre el organismo y el campo, en el establecimiento de una relación con otros o con el mundo.

## Bases teóricas y filosóficas
Entre sus inspiraciones teóricas y filosóficas se encuentran los trabajos de Freud, Wilhelm Reich, Otto Rank (el «aquí-y-ahora») y Husserl, el fundador de la fenomenología, el existencialismo y el pragmatismo, sobre todo influido por William James y John Dewey.
Los trabajos de Martin Buber sobre el Ich und Du (Yo y Tú) y Jan Smuts, en su libro Holism and Evolution (1926), además de acuñar el propio término «holismo», aportaron las bases sobre las cuales se construyó la Terapia Gestalt, junto con las teorías de Kurt Lewin (la teoría del campo) y de su ayudante, Bluma Zeigarnik (por sus trabajos sobre los «asuntos inconclusos»).
Asimismo, el matrimonio Perls se conoció mientras ambos trabajaban para Kurt Goldstein en el departamento de neurobiología del hospital para los veteranos de la guerra de Berlín.

## Historia
Nació en la década de 1942, con la publicación del libro Ego, Hunger and Aggression: A Revision of Freud's Theory and Method (Durban, 1942), escrito por el matrimonio compuesto por Fritz Perls, psiquiatra y psicoanalista, y Laura Perls, psicóloga, que se había formado en la psicología de la Gestalt. Aunque más conocido con el subtítulo The Beginning of Gestalt Therapy, este sólo se añadió para una nueva edición, en 1966.
Sin embargo, es con la publicación, en 1951, de Gestalt Therapy: Excitement and Growth in the Human Personality (conocido también como PHG, por las iniciales de sus autores), escrito por Paul Goodman y el catedrático de psicología de la Universidad de Chicago, Ralph Hefferline, a partir de un manuscrito de Fritz Perls, como se establecieron las bases fundamentales de la terapia Gestalt.
En 1952, al año de publicarse el PHG, los Perls abren el primer Instituto Gestalt en Nueva York. Entre otros colaboradores, se destacan el "teórico" Isadore From, Goodman, Elliot Shapiro, Paul Weiss y Richard Kitzler. Hacia finales de la década de 1950 y comienzos de la década de 1960, con la moda del crecimiento personal que se concentra en California, Fritz Perls se ve cada vez más atraído por el concepto de la terapia Gestalt como una forma de vida más que un modelo de terapia y comienza a dar cursos de formación en esa dirección en la Costa Oeste. Se abre así una brecha entre la terapia Gestalt de la Costa Este, representada por el New York Institute, bajo la dirección de Laura Perls (con otra corriente afín en Cleveland), y la terapia Gestalt de la Costa Oeste, liderada por Fritz Perls.
Durante los setenta y ochenta, los centros de entrenamiento en psicoterapia Gestalt se esparcieron globalmente, aunque en su mayoría no estaban alineados con centros académicos formales. Mientras la revolución cognitiva eclipsó la terapia Gestalt en la psicología, muchos pensaron que ella era anacrónica. En manos de sus practicantes, esta terapia se convirtió en una disciplina aplicada en los campos de la psicoterapia, desarrollo organizacional, acción social y finalmente coaching. Hasta el cambio de siglo, los terapeutas Gestalt desdeñaron el empirismo de corte positivista, subrayando lo que ellas/ellos percibieron como un asunto para la investigación más formal. Así pues, en gran medida ignoraron la necesidad de utilizar la investigación para desarrollar la terapia Gestalt más allá y darle mayor soporte a la práctica, algo que ha comenzado a cambiar.

## Fundamentos de la terapia Gestalt
A diferencia de otros enfoques, la terapia Gestalt se enfoca más en los procesos que en los contenidos. Pone énfasis sobre lo que está sucediendo, se está pensado y sintiendo en el momento, por encima de lo que fue, pudo haber sido, podría ser o debería estar sucediendo.
Utiliza el método del darse cuenta («awareness») predominando el percibir, sentir y actuar. El paciente aprende a hacerse más consciente de lo que siente y hace. De este modo, va desarrollando su habilidad para aceptarse y para experimentar el «aquí y ahora» sin tanta interferencia de las respuestas fijadas del pasado. El paciente aprende a darse cuenta de lo que hace y eso desarrolla la habilidad de arriesgarse a hacer ajustes y cambios en su vida.
Al igual que las demás terapias humanistas, centradas en el cliente en lugar del terapeuta como una «autoridad», la terapia gestalt prefiere usar el término «cliente» que «paciente», ya que un «paciente» es alguien enfermo que va a que otro le cure, mientras que «cliente» es un término más neutro, el cual sólo indica que es alguien que acude a la consulta del terapeuta. En esta terapia, el cliente es quien tiene que «autocurarse», el terapeuta sólo le acompaña y le ayuda para que lo consiga, haciendo más bien una función de facilitador y no tanto de «curador».

## Enfoque gestáltico
El enfoque gestáltico descansa sobre una serie de premisas:
- El ser humano no percibe las cosas como entidades aisladas, sino que las organiza en entidades significativas. Es la organización de hechos, percepciones, conductas y fenómenos, y no los elementos individuales de los cuales se componen, lo que los define y les da su significado específico y particular.
- Toda la vida y los comportamientos humanos son gobernados por un proceso de homeostasis o adaptación, mediante el cual todo organismo busca su equilibrio y satisfacer sus necesidades. Cuando el proceso de autorregulación homeostática falla, el organismo permanece en estado de desequilibrio. Entonces es incapaz de satisfacer sus necesidades y se enferma.
- El ser humano es un organismo unificado (concepto holístico), por lo tanto debemos tratar al hombre en su totalidad. Actividad mental y actividad física son dos niveles que corresponden a órdenes diferentes de materia y no a una división mente-cuerpo.
- La fantasía es la actividad interna utilizadora de símbolos. Cada generación hereda las fantasías de las generaciones anteriores acumulando mayor conocimiento y entendimiento.
- El comportamiento se manifiesta tanto en el nivel aparente de la actividad física como en el nivel inaparente de la actividad mental. Pensamientos y acciones son hechos del mismo material y por eso podemos trasponerlos de un nivel a otro en un campo unificado.
- Ni el cliente ni el terapeuta están limitados a lo que dice o piensa el cliente, sino que deben también tomar en cuenta lo que hace. Lo que hace en un momento dado, es una clave de lo que piensa, y lo que piensa es una clave de lo que le gusta hacer.
- Por medio de la experiencia de sí mismo en los tres niveles del fantasear, el representar roles y el hacer, el cliente irá llegando a un entendimiento de sí mismo.
- Ningún individuo es autosuficiente, es decir, puede existir únicamente en un campo compuesto por él y su entorno. La naturaleza de la relación entre el individuo y su entorno determinan su conducta. Si la relación es satisfactoria, el individuo se siente satisfecho, si la relación es conflictiva, el comportamiento es anormal.
- El enfoque gestáltico considera al individuo como una función del campo organismo/entorno y su conducta como un reflejo de sus relaciones dentro de ese campo. La vida humana es una interacción entre ambos campos, el individuo y su entorno, en el marco de cambios continuos. Para sobrevivir, el individuo tiene que cambiar constantemente. Cuando se hace incapaz de alterar sus técnicas de interacción, se enferma.
- El neurótico ha perdido la capacidad de organizar su comportamiento de acuerdo a una jerarquía indispensable de necesidades y no puede concentrarse. Tiene que aprender a identificar sus necesidades y a quedarse en una situación el tiempo suficiente como para completar la gestalt, restaurar su equilibrio perturbado y seguir adelante.
- Los seres humanos sienten una necesidad de realizar rituales, una necesidad de contacto con un grupo como expresión de su sentido de identificación social. El ritual hace más clara la gestalt, brinda orden, firma y objetivos. El ser humano necesita el contacto con los otros. Las perturbaciones neuróticas surgen de la incapacidad del individuo de encontrar un balance entre sí mismo y el resto del mundo.
- El darse cuenta siempre transcurre en el presente, el «aquí-y-ahora». El objetivo de la terapia es darle al cliente los medios para que pueda resolver sus problemas actuales y los que puedan surgir en el futuro. Si logra darse cuenta plenamente de sí mismo y de sus acciones en todos sus niveles - fantasía, verbal y físico -, podrá ver cómo él mismo produce sus propias dificultades y, al reconocerlas, podrá ayudarse a resolverlas. El darse cuenta le da al cliente el sentido de sus propias capacidades y de sus habilidades.

### Conceptos principales
La terapia Gestalt tiene el objetivo de aumentar el autoapoyo, sobre la base de aumentar la conciencia del individuo en la responsabilidad que tiene en su propio bienestar. Esta actividad terapéutica se articula en torno a dos formas esenciales de trabajo:
- El cierre de situaciones inconclusas del pasado («gestalt abierta»), en las que la persona se quedó bloqueada, debido a la interrupción del proceso natural de contacto y retiro.
- Aumentar la conciencia de sí mismo, en las distintas áreas de percepción del sí mismo: las sensaciones, los pensamientos y los sentimientos. De este modo se logra incrementar la responsabilidad o capacidad de respuesta del individuo ante sus necesidades y la realidad circundante actual.

Se basa en:           
- El darse cuenta ("awareness", en inglés): consiste en que el paciente se da cuenta a través de un insight de lo que está sintiendo, pensando o haciendo. Para cambiar una conducta es imprescindible tomar plena consciencia de cuál es la función que cumple en la vida de la persona.
- El aquí y ahora: vivir y sentir la realidad del presente de la persona, sin adjetivos. Para ello durante la terapia frecuentemente se recurre a la conciencia del propio cuerpo.
- No interesa tanto investigar los porqués (pasado), sino el cómo (presente) (¿Cómo me siento? ¿Qué estoy haciendo? ¿Qué estoy evitando?)
- Ayudar al paciente a descubrir la función orgánica de su acción (¿para qué estoy haciendo esto?, ¿para qué me castigo?, ¿qué estoy evitando?), y ayudarle a descubrir qué acciones realmente cubren una necesidad y cuáles están orientadas a satisfacer al introyecto.
- Poner en evidencia la interacción entre los mecanismos neuróticos de la introyección y la proyección.[22]

### Bases terapéuticas
Es fundamental para la terapia el uso de la primera persona: el paciente necesita tomar conciencia de sí, sin ocultarse usando la segunda persona (el it, en el lenguaje de Perls), o incluso un sujeto colectivo. Por ejemplo, es habitual que las personas digan "cuando tienes un jefe maltratador, te dan ganas de dejar el trabajo", en lugar de decir "tengo un jefe maltratador y me dan ganas de dejar el trabajo". También al decir «los jóvenes bebemos mucho» en vez de «yo bebo mucho» se hace uso del plural, y por lo tanto se evita tomar conciencia de la responsabilidad personal (confluencia), confundiendo a la persona en medio del grupo. 
El trabajo en terapia Gestalt está fundamentado en el lenguaje no verbal, es decir, el lenguaje corporal y el tono de voz. Frecuentemente, el lenguaje verbal da una información que contradice su expresión corporal. En ocasiones, el paciente trata de justificarse con abundante cantidad de información que le descontacta con la realidad. Cuando hace aparición esta forma inconsciente de controlar la terapia, el terapeuta Gestalt vuelve a conectar al paciente con su cuerpo.
La técnica de la «silla vacía» (empty chair en inglés) ha sido comúnmente asociado con la práctica de la terapia Gestalt, y consiste básicamente en crear mentalmente un personaje con el cual se quiere confrontar algún problema, entonces asumir su rol en su lugar y después contestar en el lugar del cliente con el rol que le pertenece a él mismo. Es el elemento básico para el trabajo terapéutico en este enfoque. Consiste básicamente en poner en evidencia el diálogo interno de la persona. En dicho diálogo se enfrentan, en términos de Perls, el «perro de arriba» y el «perro de abajo»; es decir, todo aquello por lo que nos sentimos oprimidos (a raíz de los introyectos) y el rol con el que nos hemos identificado como víctimas («perro de abajo»). En la práctica dicho perro de arriba puede estar representado por el padre, la madre, el jefe, los amigos, la pareja, etc.
Durante la terapia con la silla caliente el paciente va pasando de una silla a otra, representando cada uno de los roles y expresando sus emociones, de tal suerte que, esté donde esté, todas las ideas y sentimientos son del propio paciente. De esa forma se logra el principal objetivo de la silla, que es la recogida de la proyección y el cierre de la situación.
El tratamiento de la vergüenza y la arrogancia desde el enfoque de la Gestalt, ha sido descrito por Richard G. Erskine creador de la Piscoterapia Integrativa (basada en el desarrollo evolutivo y enfocada en la relación) en el capítulo "Un enfoque gestáltico de la vergüenza y la arrogancia: teoría y métodos" del libro Presencia Terapéutica y Patrones Relacionales: Concepto y Práctica de la Psicoterapia Integrativa (2016).

## Críticas y controversias sobre su efectividad
Una revisión de 2019 que ofrece un panorama completo del estado actual de la eficacia de la Terapia Gestalt, destaca ciertos avances en este enfoque clínico, que ha sufrido una falta de reconocimiento científico a lo largo de los años. Sin embargo, según se pudo observar, los estudios aún son escasos y aún queda un largo camino por recorrer para cerrar la brecha entre la investigación y la práctica clínica. Por un lado, existen  investigaciones que afirman su efectividad en el abordaje de diversos trastornos mentales y emocionales (tales como fobias, trastornos depresivos, ansiosos, de control de impulsos). Por otro, varios profesionales de la salud mental la han catalogado como una pseudociencia y la han incluido en el artículo «Listas de tratamientos a evitar», concretamente dentro de «Lista provisional de terapias potencialmente dañinas. Nivel I: Probablemente dañina para algunas personas», ya que la critican de no estar lo suficientemente apoyada por pruebas obtenidas mediante el método científico ni tener estudios rigurosos sobre su eficacia o que garanticen una validez interna de sus intervenciones.
Así, por ejemplo, el 20 de febrero de 2025, una jueza española sentenció que la afirmación del Instituto Salud Sin Bulos, de que la terapia Gestalt puede considerarse como una secta, es legal y de interés público, prevaleciendo el derecho al interés público frente al honor; en conclusión, esta «pseudociencia» "no tiene base científica", ni títulos "oficiales" en España, en definitiva, "funciona como una secta destructiva".
Ahora bien, debe tenerse en consideración que los ensayos clínicos aleatorios controlados han sido cuestionados porque se ha encontrado evidencia a favor de la psicoterapia a la que el investigador se adhiere, hallando que es mejor que otras terapias. Esto sucede en ensayos clínicos realizadas por investigadores de diversas orientaciones teóricas. El efecto de lealtad tiende a contaminar en cierta medida los ensayos aleatorios controlados en general, hasta hoy. De acuerdo a Shean:

La evidencia indica consistentemente que la “misma” terapia funciona mejor en estudios realizados por investigadores comprometidos con ese enfoque que en estudios realizados por otros. La lealtad del terapeuta representa aproximadamente el 69% de la variación en los estudios de resultados de psicoterapia. (Shean, 2014, p. 3)

Debido a esto, investigadores como Opazo y Wampold señalan que los tratamientos clasificados como “basados en evidencia” por ensayos clínicos en realidad no son mejores que el resto de psicoterapias. Comentando acerca del efecto de lealtad, es decir, la tendencia de los investigadores a encontrar evidencia a favor de su propio enfoque, Wampold señala:

Por ejemplo, Robinson, Berman y Neimeyer (1990) encontraron que la superioridad de los tratamientos conductuales y cognitivo-conductuales [sobre el resto de terapias psicológicas] se debía a la lealtad de los investigadores. Dobson (1989), como se indicó anteriormente, encontró que la terapia cognitiva era superior a la terapia conductual, pero Gaffan, Tsaousis y Kemp-Wheeler (1995) encontraron lo contrario. (Wampold, 2006, p. 305)

Y agrega:

Se ha encontrado de manera confiable que la lealtad de los investigadores ejerce una fuerte influencia en los resultados de los ensayos clínicos. La literatura está repleta de ejemplos de estudios que favorecen un tratamiento particular realizados por defensores de ese tratamiento, mientras que los estudios realizados por defensores del otro tratamiento favorecen a ese otro. La evidencia muestra que el tamaño del efecto de la lealtad es varias veces mayor que el efecto de las diferencias entre tratamientos. (Wampold, 2006, p. 306)

Por otro lado, la terapia de aceptación y compromiso (ACT), un modelo nuevo de psicoterapia ideado por Steven Hayes, aunque suele ser denominada “la nueva ola” y la “tercera generación” de la terapia conductual y cognitivo-conductual, en realidad aplica gran cantidad de ideas y técnicas provenientes de la terapia gestalt y terapias humanistas. Los mismos autores que crearon el modelo ACT sostienen en el libro donde presentaron por primera vez su enfoque que:

De hecho, muchas o incluso la mayoría de las técnicas de ACT se han tomado prestadas de otros lugares: del movimiento del potencial humano, las tradiciones orientales, la terapia conductual, las tradiciones místicas y similares.  (Hayes et al., 1999, p. 15)

El mismo Hayes sostiene en una entrevista:

Tengo que decir que mucho de lo que hay en ACT está en Gestalt, está en… está en las tradiciones basadas en atención plena. Pero no me avergüenza eso, yo considero que es de esperarse que, cosas en la sabiduría de las tradiciones espirituales, tradiciones de desarrollo de potencial humano, Gestalt… Todo esto está ahí. (Hayes, en Muñoz, 2017).

En cambio, los terapeutas Gestalt en su mayoría no se han ocupado de realizar ensayos clínicos aleatorios, pero esto no implica que la terapia Gestalt sea peor que las terapias clasificadas como “basadas en evidencia”.
Especialmente problemático es el hecho de que la mayoría de ensayos aleatorios controlados de terapias psicológicas son realizados por adherentes de alguna forma de TCC, y se han denunciado diversas formas de manipulación de datos.
A esto se añade el problema del “sesgo de publicación”, que se refiere al hecho de que los estudios con resultados positivos, aquellos que arrojan los resultados deseados por los investigadores, tienden a ser publicados, y los estudios que no arrojan el resultado deseado tienden a no publicarse. Un equipo de investigadores abordó esta cuestión respecto de la investigación de la TCC para la depresión. Encontraron que los beneficios publicados de la TCC se exageran en un 75% debido al sesgo de publicación.